# Allplan
Allplan ist ein BIM/CAD-Programm des Unternehmens Allplan GmbH, einer Tochter der Nemetschek SE, für Architekten, Bauingenieure und Bauausführende.
Allplan wird seit 1984 angeboten. Die Software ist in 20 Sprachen verfügbar und bei über 240.000 Anwendern im Einsatz.

## Funktionen
Das CAD-System Allplan unterstützt 2D-Konstruktion, 3D-Modellierung und bauteilorientiertes Gebäudemodell mit Mengen- und Kostenermittlung.
Allplan kann viele Formate importieren und exportieren wie IFC, DXF, DWG, DGN, PDF (auch PDF/A und 3D-PDF), Cinema 4D, SketchUp und Rhino. Austauschformate wie STL für Rapid Prototyping und der Austausch für Google Earth werden ebenso unterstützt wie XPlanung.
Seit 2011 gibt es das Online-Portal Allplan Connect, das Funktionen wie Anwenderforen, Download-Bibliotheken, Weiterbildungsangebote, technischen Support sowie Softwareupdates bietet.
2014 wurde die offene Cloud-Plattform Bimplus eingeführt. Seit 2018 wird die Variante Allplan Bridge zur Brückenplanung angeboten, seit 2020 Allplan Road zur Straßenplanung.

## Kunden
Zu den Kunden gehören die Architekturbüros Blocher Partners, Sweco, Vollack, Wörner Traxler Richter und Sander Hofrichter Architekten. Bei den Ingenieurbüros sind es beispielsweise Witteveen+Bos, Krebs+Kiefer, Schlaich Bergermann Partner, die ILF Consulting Engineers und Emch+Berger. Zu den Kunden im Bereich Infrastruktur gehört Die Autobahn GmbH des Bundes.

## Versionsgeschichte (Auszug)
- 1984: Allplan V1
- 1987: Allplan V3 – Unterstützung von MS-DOS
- 1989: Allplan V5 – Gebäudemodell, 3D-Bauteile, Unterstützung von Unix
- 1990: Allplan V6 – Bildverarbeitung, Animation
- 1992: Allplan V7 – Hybride Datenverarbeitung (Vektor/Pixel), Raytracing, Workgroup-Funktion
- 1994: Allplan V10 – Module Dach und DIN 276, Unterstützung von Windows NT
- 1996: Allplan V12 – Kontextmenüs, Farbpaletten, Sketching
- 2000: Allplan V16 – OLE, Unterstützung von Windows 2000
- 2001: Allplan V17 – Assistenten-Fenster, Format-Pinsel, mehrere Animationsfenster
- 2002: Allplan 2003 – Verbesserte Punkteingabe, Export hochauflösender Pixelbilder
- 2003: Allplan 2004 – Vektor-orientierter PDF-Export, Pixelfläche, Farbverläufe, transparente Flächen und Darstellungsreihenfolge
- 2005: Allplan 2006 – Vektor-orientierter PDF-Import, Spurverfolgung
- 2008: Allplan 2008 – Funktions- und Eigenschaften-Paletten, Bauwerksstruktur
- 2009: Allplan 2009 – Module Fassade, Planen im Bestand
- 2010: Allplan 2011 – Beschleunigter Grafikkern, neue Reports, neue Geländer- und Fassaden-Funktionen
- 2011: Allplan 2012 – SmartParts (parametrische Objekte mit Freiform-Modellierung), neue Reports
- 2012: Allplan 2013 – Webbasiertes Plan-Management, Globale Illumination, SmartParts mit Bewehrung
- 2013: Allplan 2014 – Internetbasierte Zusammenarbeit, Layerpalette, Export zu Google Earth
- 2014: Allplan 2015 – Cinema 4D Render Engine, Materialeditor, erweiterte Fenster und Türen
- 2015: Allplan 2016 – Parasolid-Modellierkern, Objektnavigator, Multi-Display-Support[14]
- 2016: Allplan 2017 – Automatische Architektur-Schnitte und Ansichten, Bimplus Taskboard, IFC 4, DWG mit Acis-Unterstützung, Python-Parts[15]
- 2017: Allplan 2018 – Actionbar (Ribbon-artige Nutzeroberfläche), Anbindung an Bimplus, Allplan Share (Online-Server über Bimplus)[16]
- 2018: Allplan 2019 – Attribut-Management, Ebenen-Management, Treppenmodellierer, Neues Raster[17]
- 2019: Allplan 2020 – Visual Scripting, Stahlbau-Modellierer, Dach-Modellierer, Panorama-Rendering, Punktwolken-Unterstützung[18]
- 2020: Allplan 2021 – Formel-Attribute, Performance-Verbesserungen, Umwandlung von Tragwerksmodellen in statische Modelle[19]
- 2021: Allplan 2022 – Prioritätsbasierte Verschneidungen, Objektpalette mit Farbcodierung, OBJ-Import, Unterstützung von Vulkan[20]
- 2022: Allplan 2023 – Konfigurierbare Attributsets, Öffnungsobjekte,[21] Redshift-Renderer, Lumion- und Twinmotion-Live-Schnittstelle[22]
- 2023: Allplan 2024 – Erweiterte Objektmodifikation, GIS-Connector, Content Connector, BIMcollab-Plugin, Stahlbau[23]
- 2024: Allplan 2025 – KI-basierte Visualisierung, parametrische Rasterdecke, Informationspalette, IDS-Unterstützung[1]